# Cazadores de utopías
Cazadores de utopías és una pel·lícula argentina documental produïda per l'ens estatal Instituto Nacional de Cine y Artes Audiovisuales (INCAA). Va ser dirigida per David Blaustein que es va estrenar el 21 de març de 1996 i la producció va ser a càrrec d'Ernesto Jauretche, qui també va realitzar la recerca amb la col·laboració de Mercedes Depino.

## Sinopsi
La pel·lícula es refereix a la trajectòria de l'organització guerrillera Montoneros durant la dècada de 1970 a través d'entrevistes recents a persones que van actuar en ella, alguns d'ells com a dirigents en els comandaments intermedis.

## Crítiques
El crític Gonzalo Aguilar va escriure sobre la pel·lícula que:
| « | “El model triat per David Blaustein és la pitjor opció possible quan de fer cinema documental polític es tracta …queda clar que la pel·lícula de Blaustein en comptes de ser una història de la guerrilla, de les seves propostes i les seves defeccions, de les seves expectatives i del seu fracàs, va ser més que res un exercici piadós però al mateix temps tremendament frustrant i frustrat de recuperar la història montonera, no per a entendre-la, avaluar-la, discutir-la i finalment qüestionar-la, sinó per a deïficar-la, i finalment per a usar-la de pretext per a demonitzar al present, enaltir al passat i en definitiva buidar de sentit als projectes polítics possibles avui.” | » |

Per la seva part Piscitelli opina:
| « | “Les crítiques a la pel·lícula són moltes però totes es resumeixen en un comentari que va fer Gabriela Cerruti a Página/12 en 1995 on sostenia que Cazadores de Utopías tota una proesa, una pel·lícula de més de dues hores sobre la història dels montoneros que no nomenava una sola vegada a Firmenich, a Galimberti, a Perdia o a Vaca Narvaja" i agrega "la pel·lícula planteja perquè un idealització del passat i una relació no resolta amb el líder que es vehiculitzen darrere d'una música melancòlica (a càrrec de Litto Nebbia), presentació dels testimoniants segons els càrrecs en l'organització militar, un to intimista i una comparació permanent entre la vida en els 70, pura adrenalina, promesa, llanço, proposta, idealització i els treballs de tots els dies d'aquests superherois convertits en engranatges d'un sistema que no els reconeix ni la seva excepcionalitat ni el seu lliurament...En la pel·lícula hi ha un permanent empetitiment del present. Si originalment l'objectiu de la pel·lícula era narrar per a elaborar la derrota, acaba convertida en una repetició i una justificació atrapada entre el duel i la melancolia". Per Julio Bárbaro en la pel·lícula “hi ha una mescla perfecta de 50% de supèrbia i 50% d'imbecil·litat”. | » |

## Nominacions i premis
Als Premis Cóndor de Plata 1997 fou nominada al premi al millor muntatge. A nivell internacional, però, va guanyar el premi FIPRESCI al Festival Internacional de Cinema Documental d'Amsterdam i un certificat de mèrit al Festival Internacional de Cinema de Chicago.